# Reginhard von Abenberg
Reginhard von Abenberg (* um 1120; † 15. Juni 1186 in Würzburg) war von 1171 bis 1186 Bischof von Würzburg.

## Herkunft
Reginhard stammte aus dem Grafengeschlecht der von Abenberg-Frensdorf. Sein Vater war Wolfram von Abenberg. Sein Bruder war Rapoto von Abenberg, Vogt des Hochstiftes Bamberg und Gründer des Klosters Heilsbronn. Er war seit 1151 Kanoniker von Neumünster und seit 1154 Kanoniker am Würzburger Dom.
Reginhard regierte das Bistum zunächst als Elekt, erst 1177 erhielt er die Bischofsweihe.

## Reichspolitik
Reginhard war am 5. Italienfeldzug von Friedrich Barbarossa phasenweise beteiligt. Ende 1175 wandte sich der Kaiser an die Fürsten mit der Bitte, ihn mit neuen Kontingenten zu unterstützen. Das Bistum Würzburg stand an seinen finanziellen Grenzen und das Domkapitel hatte bei der Verpfändung seiner Güter abzuwägen zwischen der enormen finanziellen Belastung einerseits und dem Wohlwollen des Kaisers andererseits. Beim Frieden von Venedig im Juli 1177 mit Alexander III. war das Bistum Würzburg u. a. vertreten durch den Reichskanzler und Würzburger Dompropst Gottfried von Spitzenberg, den späteren Bischof.
Auch wenn Reginhard sich kaum in der Reichspolitik engagierte, war er unmittelbar am Sturz Heinrichs des Löwen beteiligt. Auf dem Reichstag 1180 in Würzburg wurden Heinrich alle Reichslehen aberkannt.